# Uhati tjulnji
Uhati tjulnji (znanstveno ime Otariidae) so družina morskih sesalcev iz skupine plavutonožcev, v katero uvrščamo 15 danes živečih vrst, znanih kot morski levi in morski medvedi.

## Opis
Ime so dobili po tem, da je od uhlja ostala kožna krpa na zunanji strani sluhovoda. Za uhate tjulnje je značilno tudi, da za razliko od pravih tjulnjev za poganjanje pod vodo uporabljajo predvsem sprednje plavuti, zadnje pa so gibčne, lahko jih upognejo tudi pod telo in jih uporabljajo za dokaj okretno premikanje po kopnem, kar vključuje plezanje po skalah.
Razlikujemo dve glavni skupini, morske leve in morske medvede. Morski levi so praviloma večji od morskih medvedov in imajo proporcionalno nekoliko krajše plavuti in redkejši kožuh – ta ima pri morskih medvedih zelo gosto plast podlanke. Največji uhati tjulnji so Stellerjevi morski levi, kjer samci dosežejo  tudi do eno tono mase, najmanjši galapaški morski levi pa le nekaj deset kilogramov.
Odrasli samci tehtajo dva- do šestkrat toliko kot samice enake starosti, s proporcionalno večjo glavo in prsnim košem, kar je najizrazitejši primer spolne dvoličnosti med sesalci. V obdobju parjenja tvorijo velike kolonije na zavarovanih obalah, kjer samci vzpostavijo teritorije in se spopadajo za nadzor nad samicami.

## Taksonomija
Še do nedavna je veljalo prepričanje, da si uhati tjulnji delijo skupnega prednika z mroži in medvedi, pravi tjulnji pa s kunami, sodobna molekularna študija pa je pokazala, da so vsi plavutonožci najbližje sorodni kunam.
Tudi tradicionalna delitev na morske leve in morske medvede ne odraža sorodnosti, zato se v sodobni taksonomiji opušča.
Opisanih je 15 daneh živečih vrst:
- južnoameriški morski medved (Arctocephalus australis)
- galapaški morski medved (Arctocephalus galapagoensis)
- novozelandski morski medved (Arctocephalus forsteri)
- filipov morski medved (Arctocephalus philippii)
- gvadelupski morski medved (Arctocephalus townsendi)
- antarktični morski medved (Arctocephalus gazella)
- subantarktični morski medved (Arctocephalus tropicalis)
- kapski morski medved (Arctocephalus pusillus)
- aucklandski morski lev (Phocarctos hookeri)
- avstralski morski lev (Neophoca cinerea)
- patagonijski morski lev (Otaria flavescens)
- galapaški morski lev (Zalophus wollebaeki)
- kalifornijski morski lev (Zalophus californianus)
- stellerjev morski lev (Eumetopias jubatus)
- severni morski medved (Callorhinus ursinus)

## Ekologija in razširjenost
Prehranjujejo se z raznolikim priložnostnim plenom, največkrat ribami in morskimi mehkužci, za katerimi se praviloma ne potapljajo tako globoko kot pravi tjulnji. Včasih posežejo tudi po večjem plenu, kot so pingvini ali mladiči drugih tjulnjev, medtem ko je antarktični morski medved izjema, specializiran za kril.
Razširjeni so po obalah večine svetovnih oceanov, razen toplih tropskih predelov in severnega Atlantika. Le nekaj vrst poseljuje ledena polarna morja, nobena pa ni sladkovodna.